# Prosopistoma pennigerum
Prosopistoma pennigerum is een haft uit de familie Prosopistomatidae. De wetenschappelijke naam van de soort is voor het eerst geldig gepubliceerd in 1785 door Müller.
De soort komt voor in het Palearctisch gebied.